# کیمیاگر (فیلم)
«کیمیاگر» (انگلیسی: The Alchemist (film)) فیلمی در ژانر ترسناک به کارگردانی چارلز بند است که در سال ۱۹۸۴ منتشر شد.